# Jorik van der Veen
Frederik Johan (Jorik) van der Veen (Wageningen, 15 oktober 1984) is een Nederlands voormalig Americanfootballspeler. Sinds het beëindigen van zijn sportcarrière is hij actief als acteur.

## Levensloop
Van der Veen, een defensive lineman, begon als sporter bij het jeugdtackleteam van de Arnhem Falcons, waarmee hij in 2002 de finale van het Nederlands jeugdkampioenschap 5vs5 behaalde. In 2003 speelde hij met de jeugd van de Cleve Conquerors in de NRW Jugend Aufbauliga. In 2004 speelde hij vervolgens bij het seniorenteam van de Arnhem Falcons in de eerste divisie van de AFBN. Tijdens een oefeninterland tegen Zweden werd hij gescout door de Lübeck Cougars, waar hij het seizoen 2005 op het hoogste niveau in Duitsland zou uitkomen. In 2006 speelde hij in de Eurobowl voor de Bergamo Lions in Italië. Daarna kwam hij in 2007 en 2008 weer uit voor de Arnhem Falcons. In 2009 en 2010 speelde hij wederom voor de Lübeck Cougars, waar het laatste seizoen vroegtijdig voor hem eindigde toen hij met een ernstige enkelbreuk in 2011 het trainingskamp moest verlaten. Van der Veen besloot zijn carrière in 2012 bij de Alphen Eagles met een landskampioenschap.
Daarnaast kwam hij ook uit voor het nationale team, de 'Dutch Lions'. Ook was hij in 2011 defensieve coördinator bij de Arnhem Falcons in de tweede divisie.
Van der Veen studeerde tijdens zijn sportcarrière rechten aan de Universiteit van Amsterdam, waarmee hij in 2012 stopte. 
Van der Veen is na het stoppen van zijn sportcarrière actief als acteur, hij speelt voornamelijk kleinere rollen. Van der Veen was onder andere te zien in de televisieseries Moordvrouw, De Fractie, Het geheime dagboek van Hendrik Groen  en Klem. Daarnaast speelde hij rollen in de films Feuten: Het Feestje, De Reünie en Parnassus.

## Filmografie

### Film
- Feuten: Het Feestje (2013), als ME'er
- De Masters (2015), als agressieve feestganger
- De Reünie (2015), als winkelbeveiliger
- Parnassus (2015), als Boom
- Within (2016), als bewaker
- Draw your gun (2018), als Butch Hardin
- Milkshake (2019), als fietsdepot medewerker

### Televisie
- Overspel in de liefde (2013), als Roy Beusink
- Het mysterie van... (2014), als Heraut
- Bluf (2014), als Frits
- Moordvrouw (2015), als hoofdbeveiliging
- Smeris (2015), als beveiliger
- Overspel (2015), als bewaarder
- De Fractie (2015-2016), als journalist
- Het geheime dagboek van Hendrik Groen (2017), als kok Remi
- Circus Noël (2017), als kok
- Klem (2017-2018), als bodyguard
- Judas (2019), als winkelverkoper